# 生物医学信息学
生物医学信息学是一门范围宽泛的学科，致力于在生物学研究、生物医学科学、医学以及医疗保健领域的工作实践当中，对于计算机科学、信息科学、信息学、认知科学以及人机交互的研究与应用。其他的许多领域，包括生物信息学、转化研究信息学、临床研究信息学、临床信息学、公共卫生信息学以及医学信息学在内，通常都属于是生物医学信息学的兄弟领域或者生物医学信息学之中的子领域。